# Florence Steele

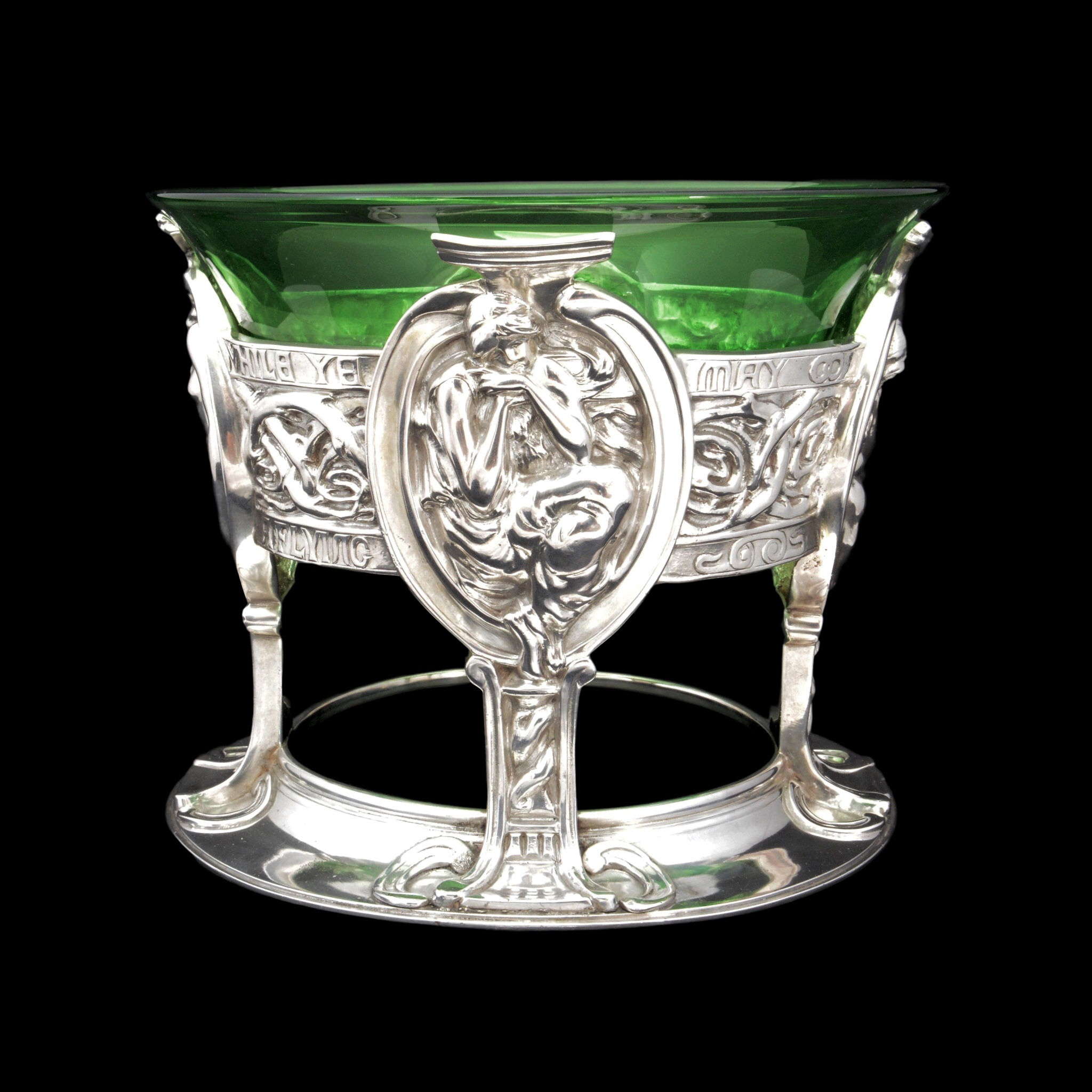
Silberner Tafelaufsatz von Florence Harriet Steele. The Pear Tree Collection

Florence Harriet Steele (* 22. Januar 1857 in Reigate, Surrey; † 6. Januar 1948 in England) war eine britische Bildhauerin, Metallkünstlerin und Designerin. Sie wurde insbesondere durch ihre Arbeiten im Stil des Arts-and-Crafts-Movements bekannt.

## Leben
Florence Steele wurde 1857 in Reigate, Surrey, als jüngstes von acht Kindern von Harriet und John Steele, einem örtlichen Arzt, geboren. Zwischen 1892 und 1896 studierte sie an der National Art Training School (NATS) in London, die später zum Royal College of Art wurde. Dort wurde sie von dem renommierten Bildhauer Édouard Lantéri unterrichtet. Zu ihren Kommilitoninnen zählten unter anderem Margaret Giles, Ruby Levick, Esther Moore, Lilian Simpson und Lucy Gwendolen Williams. Während ihrer Studienzeit gewann Steele mehrere Preise, darunter 1894 eine Goldmedaille. Nach ihrem Studium eröffnete Florence Steele 1896 ein Atelier im Londoner Stadtteil Hammersmith und etablierte sich schnell als angesehene Designerin und Metallkünstlerin im Jugendstil.

## Werk
Florence Steele arbeitete hauptsächlich mit Flachreliefs aus Silber, Bronze oder Gips und fertigte Schmuckstücke, Spiegelrahmen, Kästchen und andere dekorative Haushaltsgegenstände an. Sie stellte regelmäßig bei der Arts and Crafts Exhibition Society aus und präsentierte ihre Werke auch bei Ausstellungen wie der Glasgow Exhibition von 1901 und der City of Bradford Exhibition von 1903.
Zu ihren bemerkenswerten Arbeiten zählen:
- Dawn Dispelling Sleep and Night: ein bemaltes Gipsrelief, das 1910 von der Art Union of London in limitierter Auflage herausgegeben wurde.[2]
- Hero finding the body of Leander: eine Statuette, die in der Royal Academy ausgestellt wurde.
- ein silbernes und emailliertes Triptychon (1903). Es wurde für die Stadt Preston geschaffen und dem Earl of Derby bei der Verleihung der Ehrenbürgerschaft überreicht.
- die 1906 entworfene Amtskette für die Bürgermeisterin von Preston.

Steele arbeitete auch auf Vertragsbasis für Unternehmen wie Pilkington und Elkington & Co. und entwarf unter anderem Fliesenmuster, die auf der Pariser Weltausstellung 1900 gezeigt wurden.